# Agouticarpa velutina
Agouticarpa velutina är en måreväxtart som beskrevs av Claes Håkan Persson. Agouticarpa velutina ingår i släktet Agouticarpa och familjen måreväxter. Inga underarter finns listade i Catalogue of Life.